# Kempingek listája Magyarországon
Zárójelben a kempingek száma van feltüntetve.
- Abaliget
- Abádszalók
- Aggtelek
- Agárd-Gárdony (5)
- Ajka
- Alsóberecki
- Alsóörs (3)
- Arló
- Ásványráró (2)
- Badacsony (2)
- Badacsonytomaj
- Baja
- Balatonakali (2)
- Balatonalmádi
- Balatonberény
- Balatonederics
- Balatonfenyves
- Balatonföldvár (2)
- Balatonfűzfő
- Balatonfüred
- Balatongyörök (2)
- Balatonkenese (2)
- Balatonszemes (2)
- Balatonszepezd
- Balatonszárszó
- Balassagyarmat
- Balinka
- Bánk
- Bercel
- Berekfürdő
- Berettyóújfalu (2)
- Biatorbágy
- Biharugra
- Bogács
- Borgáta
- Bozsok
- Budapest (4)
- Bugac
- Bózsva
- Bő
- Bük (4)
- Bükkszék
- Bükkszentlélek
- Bükkszentkereszt
- Cák
- Cegléd
- Csepreg
- Cserkeszőlő
- Cserszegtomaj (2)
- Csesznek
- Csokonyavisonta
- Csongrád
- Csörötnek
- Dávod
- Debrecen (2)
- Délegyháza (3)
- Dévaványa (2)
- Diósjenő (2)
- Dombóvár
- Dombrád
- Dömös
- Dömsöd
- Drégelypalánk
- Dunabogdány
- Dunaföldvár
- Dunakiliti (2)
- Eger (2)
- Egerszalók
- Esztergom
- Érd
- Farkasgyepű
- Felsőlajos
- Felsőtárkány
- Fertőd
- Fertőhomok
- Fonyód
- Földes
- Fülöpháza
- Füzesgyarmat
- Gárdony (2)
- Gyenesdiás (4)
- Gyomaendrőd (2)
- Gyula (2)
- Gyál
- Gyöngyöspata
- Gyöngyös-Sástó
- Győr (3)
- Győrság
- Hajdúböszörmény
- Hajdúnánás (2)
- Hajdúszoboszló (2)
- Halászi
- Harkány
- Hegyhátszentjakab
- Hegykő
- Heves
- Hévíz (3)
- Hollóháza
- Hollókő
- Hosszúpereszteg
- Igal
- Irota
- Isaszeg
- Jászapáti
- Jászszentandrás (3)
- Kapolcs
- Kaposvár
- Kapuvár
- Karcag
- Kehidakustány
- Kemence
- Kemeneskápolna
- Kerepes
- Keszthely (3)
- Kimle
- Kisar
- Kisbodak
- Kisköre (2)
- Kiskőrös
- Kiskundorozsma
- Kiskunhalas (2)
- Kiskunmajsa
- Kisvárda
- Komló
- Komárom (3)
- Koppányszántó
- Kunfehértó
- Kustánszeg
- Köveskál
- Kőszeg
- Lajosmizse
- Lakitelek (3)
- Leányfalu
- Lengyeltóti
- Lenti
- Letenye
- Levelek
- Levél
- Lipót
- Magyaregregy
- Magyarhertelend
- Makó
- Martfű
- Mesteri
- Mezőkovácsháza
- Mezőzombor
- Miskolc
- Mogyoród
- Mosonmagyaróvár (2)
- Mátrafüred
- Nagyatád
- Nagybánhegyes
- Nagyhódos (2)
- Nagykanizsa
- Nagykörű
- Nagyváty
- Nagyvázsony
- Nemesbük
- Neszmély
- Novákpuszta
- Nógrádszakál
- Nyírbátor
- Nyíregyháza (2)
- Olaszliszka
- Orfű
- Orosháza (2)
- Ópusztaszer
- Ózd
- Öttömös
- Őrimagyarósd
- Őriszentpéter
- Paloznak
- Parád
- Patca
- Pápa
- Pere
- Pécs
- Polgár
- Poroszló (2)
- Pusztaszentlászló
- Püspökladány
- Rajka
- Rakamaz (2)
- Ráckeve
- Répáshuta
- Révfülöp
- Röszke
- Salgótarján
- Sárospatak
- Sárvár
- Sellye
- Sikonda
- Siófok (4)
- Sirok
- Soltvadkert
- Somogygeszti
- Sopron-Balf
- Szajol
- Szarvas
- Szatmárcseke
- Szántód (3)
- Szeged (3)
- Szeghalom
- Szentendre
- Szentes
- Szentgotthárd
- Szécsény
- Székesfehérvár
- Szigetvár
- Szilvásvárad
- Szob
- Szolnok
- Szombathely
- Szögliget
- Szurdokpüspöki
- Tahitótfalu
- Tamási
- Tarnaméra
- Tata (2)
- Tatabánya
- Tiszabecs (3)
- Tiszadada
- Tiszaderzs
- Tiszaföldvár
- Tiszafüred (5)
- Tiszainoka
- Tiszakécske (2)
- Tiszakóród
- Tiszamogyorós
- Tiszaújváros
- Tivadar
- Tokaj (2)
- Tokorcs
- Tóalmás
- Törökbálint
- Törökszentmiklós
- Túristvándi (2)
- Túrkeve
- Újlengyel
- Üllés
- Üröm
- Vadna
- Vajta
- Vasvár
- Vác
- Városlőd
- Vásárosnamény
- Velence (5)
- Visegrád (2)
- Vonyarcvashegy (2)
- Zalaegerszeg
- Zalakaros (2)
- Zalalövő
- Zalaszántó
- Zamárdi
- Zirc
- Zsana